# 埃米利奥·卡斯特拉尔
埃米利奥·卡斯特拉尔·里波尔（西班牙語：Emilio Castelar y Ripoll，1832年9月7日—1899年5月25日），是西班牙第一共和国时期的政治家、作家。他曾于1873年第三次卡洛斯战争期间被选为国家元首，并被议会授予以法令进行统治的全权。1874年初，他在帕维亚将军发动政变后不久辞去了总统的职务。